# Efter badet

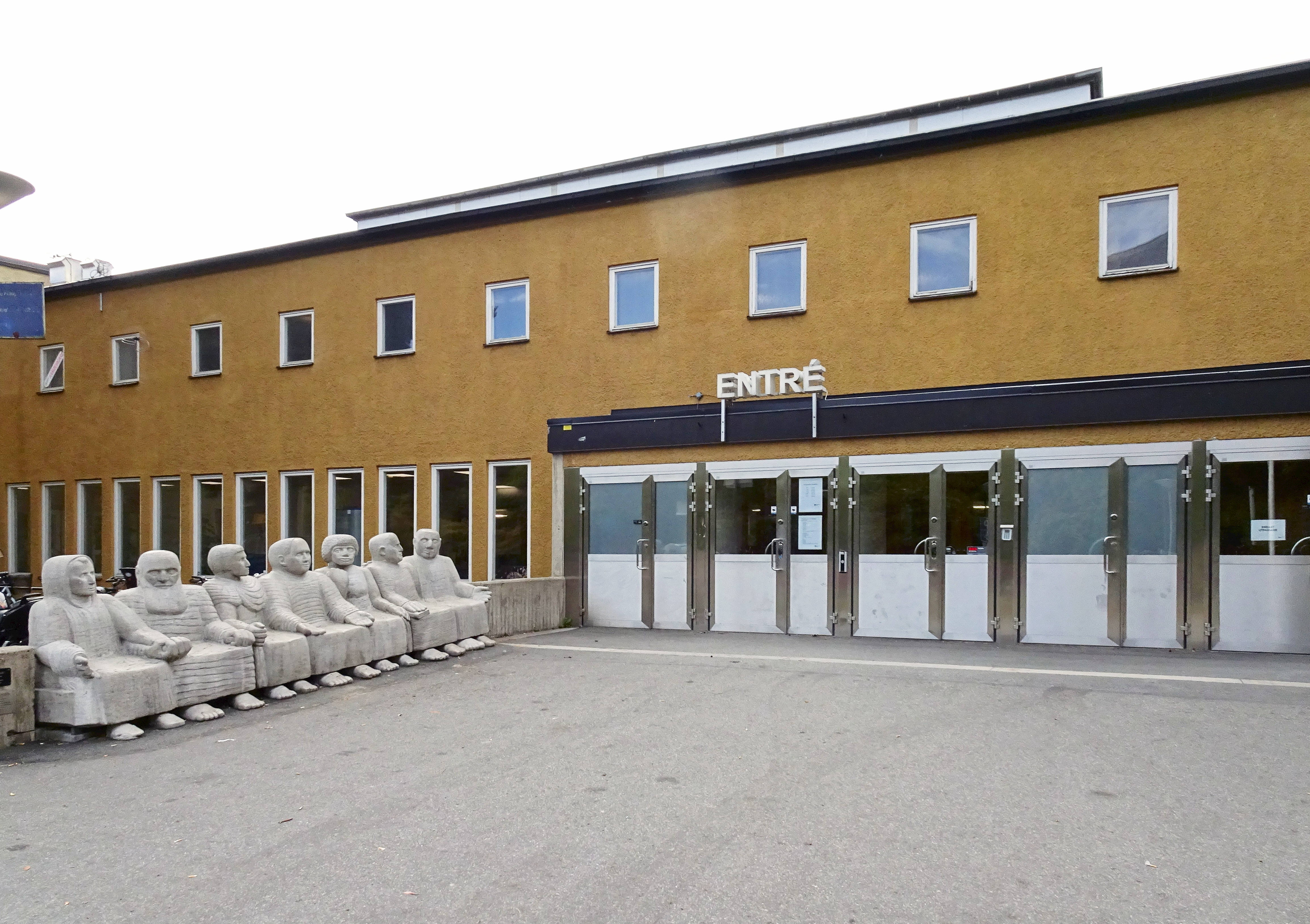
Skulpturgruppen Efter badet utanför Västertorps sim- och idrottshall.

Efter badet är en skulpturgrupp av Pye Engström i Västertorp i Stockholm.
Efter badet är huggen i kalksten 1971–1976 och är placerad utanför ingången till det kommunalägda badhuset Västertorpshallen sedan 1976. Den är gjord som en soffa, där man kan sitta i knät på de sju personer, som avbildas. Samtliga är politiskt engagerade personer, som var uppmärksammade i början av 1970-talet.

## Avbildade personer från vänster till höger

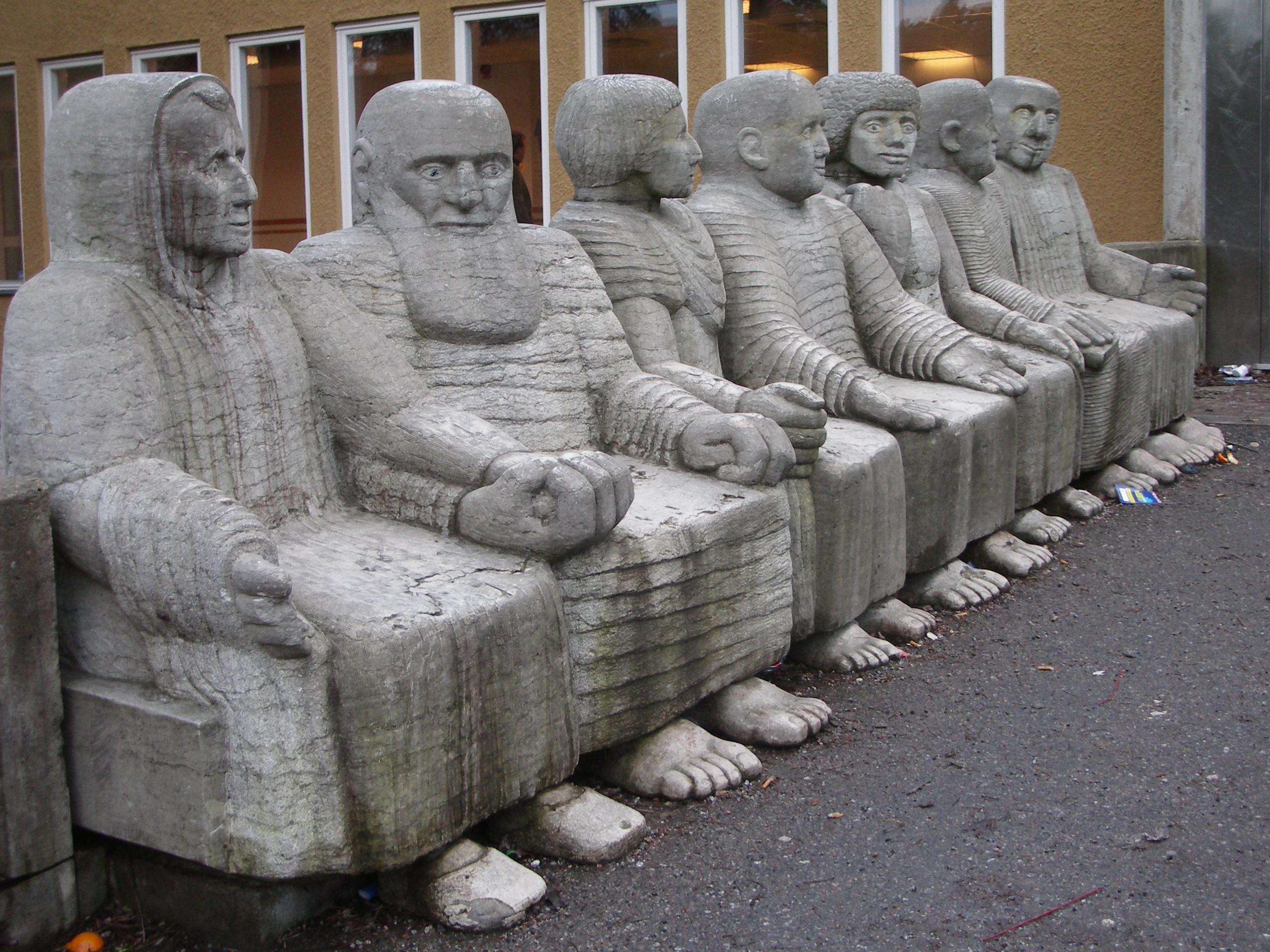
Efter badet

- Elise Ottesen-Jensen (1886–1973), norsk-svensk journalist och sexualupplysare
- Paulo Freire (1921–1997), brasiliansk pedagog och fattigdomsbekämpare
- Sara Lidman (1923–2004), svensk författare och samhällsdebattör
- Mao Zedong (1893–1976), ordförande i Kinas kommunistiska parti och Folkrepubliken Kinas de facto-ledare från 1949 fram till sin död
- Angela Davis (1944–), amerikansk akademiker, människorättsaktivist och feminist
- Georg Borgström (1912–1990), svensk-amerikansk akademiker och miljödebattör
- Pablo Neruda (1904–1973), chilensk poet, diplomat och politiker

## Debatt om skulpturer
Martina Lind väckte 2006 ett förslag i Stockholms kommunfullmäktige om att ta bort skulpturen Efter badet med motivering att den avbildar Mao Zedong och framstår som en hyllning till totalitära skräckvälden. Hon föreslog också att staden borde uppföra offentliga konstverk till minne av Sovjetunionens och den kinesiska kommunismens offer.
| ”                               | Att en kommunistisk massmördare som Mao finns avbildad sticker i ögonen på många, särskilt de som har släktingar eller på annat sätt drabbats av de ofantliga brott mot mänskligheten denna har på sitt samvete. | „ |
| – Madeleine Sjöstedt 2010-08-10 | |   |

Efter badet uppmärksammades av Stockholms kultur- och idrottsborgarråd Madeleine Sjöstedt i augusti 2010 i en blogg på hennes bloggplats  Hon informerar att hon krävt att ansvarig instans inom Stockholms stad, Stockholm Konst, skulle sätta upp en informationsskylt vid skulpturen, "där Maos och kommunismens brott mot mänskligheten i Kina uppmärksammas". I en efterföljande intervju i Dagens Nyheter betonade hon att hon inte vill att skulpturen avlägsnas. Oppositionsborgarrådet Roger Mogert uttryckte i samma tidningsartikel att han hade svårt att uppröras av Efter badet och att detta var "lite av en ickefråga". Skulptören Pye Engström hävdade att "det var 70-tal och då skulle Mao vara med. Man tyckte att han hade rest Kina ur eländet".